# 무안북중학교
무안북중학교(務安北中學校)는 대한민국 전라남도 무안군 무안읍 교촌리에 있는 공립 중학교이다.

## 학교 연혁
- 1951년 10월 20일 : 면성중학교로 개교
- 1952년 1월 29일 : 공립중학교로 인가
- 1966년 6월 3일 : 무안북중학교로 개명
- 2025년 1월 8일 : 제73회 졸업식 102명(총 졸업생 15,265명)
- 2025년 3월 1일 : 제28대 이종석 교장 부임

## 참고 자료
- 무안북중학교 - 한국교육학술정보원 학교알리미